# Кирилловка (Люберецький міський округ)
Кири́лловка (рос. Кирилловка) — присілок у складі Люберецького міського округу Московської області, Росія.

## Населення
Населення — 399 осіб (2010; 314 у 2002).
Національний склад (станом на 2002 рік):
- росіяни — 88 %